# Sol Lesser
Sol Lesser (Spokane, 17 februari 1890 – Hollywood, 19 september 1980), was een Amerikaanse filmproducent.

## Carrière
In 1915 maakte Lesser samen met regisseur/cameraman Hal Mohr de film The Last Night of the Barbary Coast. Hij verkocht zijn film direct aan bioscoopeigenaren en de film was een succes. Met de opbrengst kocht Lesser bioscopen op en al gauw bezat had hij zijn eigen keten van bioscopen.
Sol Lesser produceerde nog enkele stomme films als Oliver Twist en Peck's Bad Boy, voordat hij succesvol de overstap naar gesproken films maakte. 
Zijn producties hadden doorgaans hoge budgetten en zodoende kon hij hele filmseries maken met sterren als Bela Lugosi, George O'Brien en Bobby Breen.
In 1933 lukte het Lesser om de filmrechten voor Edgar Rice Burroughs' Tarzan aan te kopen. Het resultaat hiervan was Tarzan the Fearless met Buster Crabbe in de hoofdrol. Burroughs besloot hierna zijn eigen Tarzan films te maken zonder Lesser, maar dit was geen succes en de rechten gingen over naar Metro-Goldwyn-Mayer.
Pas in 1943, nadat MGM de rechten opgaf, keerde Sol Lesser terug in de Tarzan franchise. De hoofdrol in Lesser's nieuwe Tarzan films waren voor Johnny Weissmuller en later Lex Barker en Gordon Scott. Lesser zou zich de rest van zijn carrière bezighouden met deze jungle avonturen.
Tegen het einde van zijn leven was Sol Lesser actief betrokken bij het restaureren van zijn eerdere producties. Tegenwoordig heeft hij een ster op de Hollywood Walk of Fame.

## Gedeeltelijke filmografie
- Oliver Twist (1921)
- The Mine with the Iron Door (1924)
- Tarzan the Fearless  (1933)
- The Return of Chandu  (1934)
- Peck's Bad Boy (1934)
- Tarzan's Revenge (1938)
- Peck's Bad Boy with the Circus (1938)
- Way Down South (1939)
- Our Town (1940)
- The Tuttles of Tahiti (1942)
- Stage Door Canteen  (1943)
- Tarzan Triumphs  (1943)
- Three Is a Family (1944)
- Tarzan and the Leopard Woman  (1948)
- The Red House (1948)
- Tarzan's Magic Fountain  (1949)
- Tarzan's Hidden Jungle  (1955)
- Tarzan and the Trappers  (1958, TV)
- Tarzan's Fight for Life  (1958)